# Osiedle Łęgi

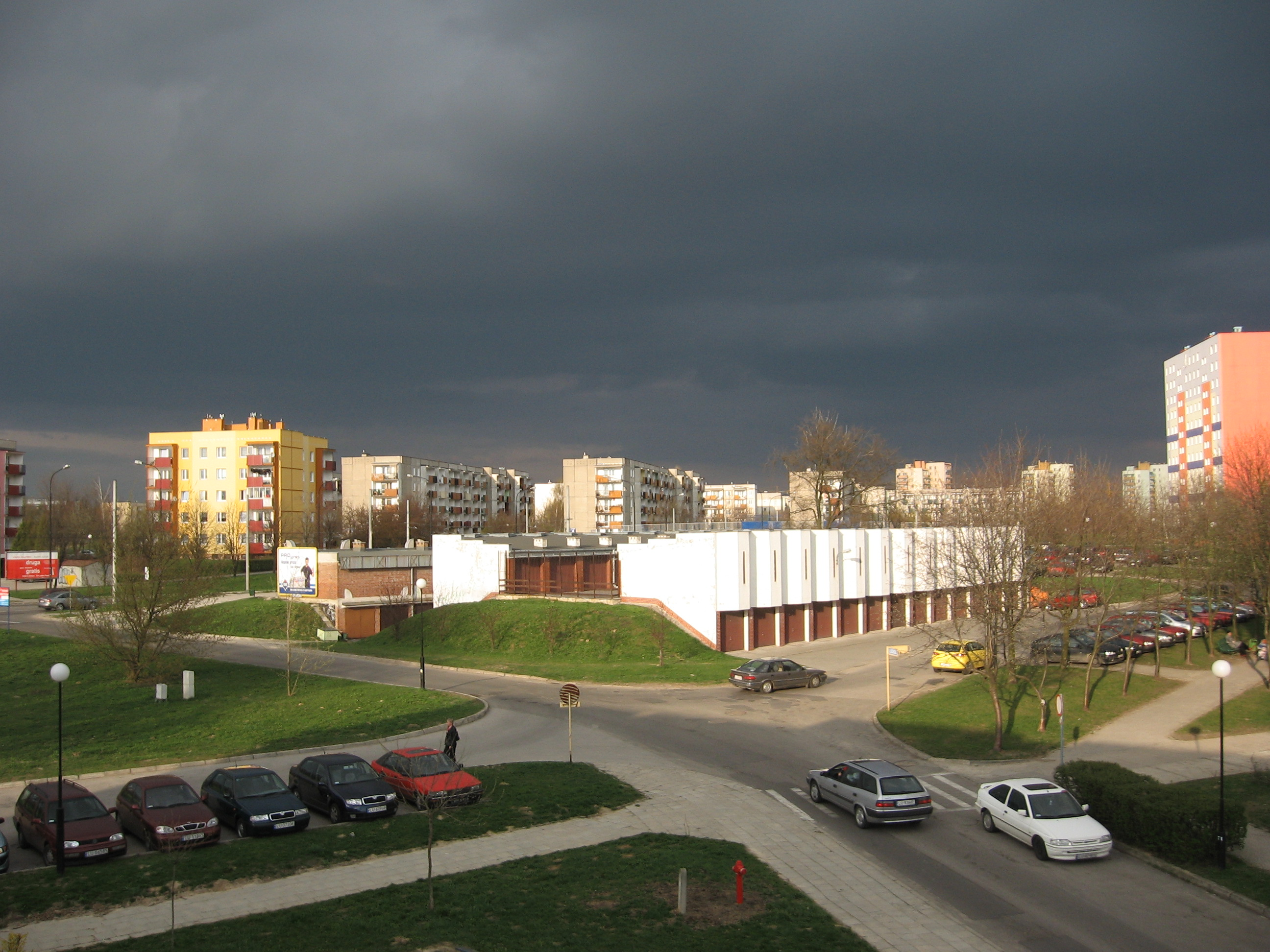
Osiedle Łęgi wiosną, widok na ul. Kaczeńcową i Biedronki.

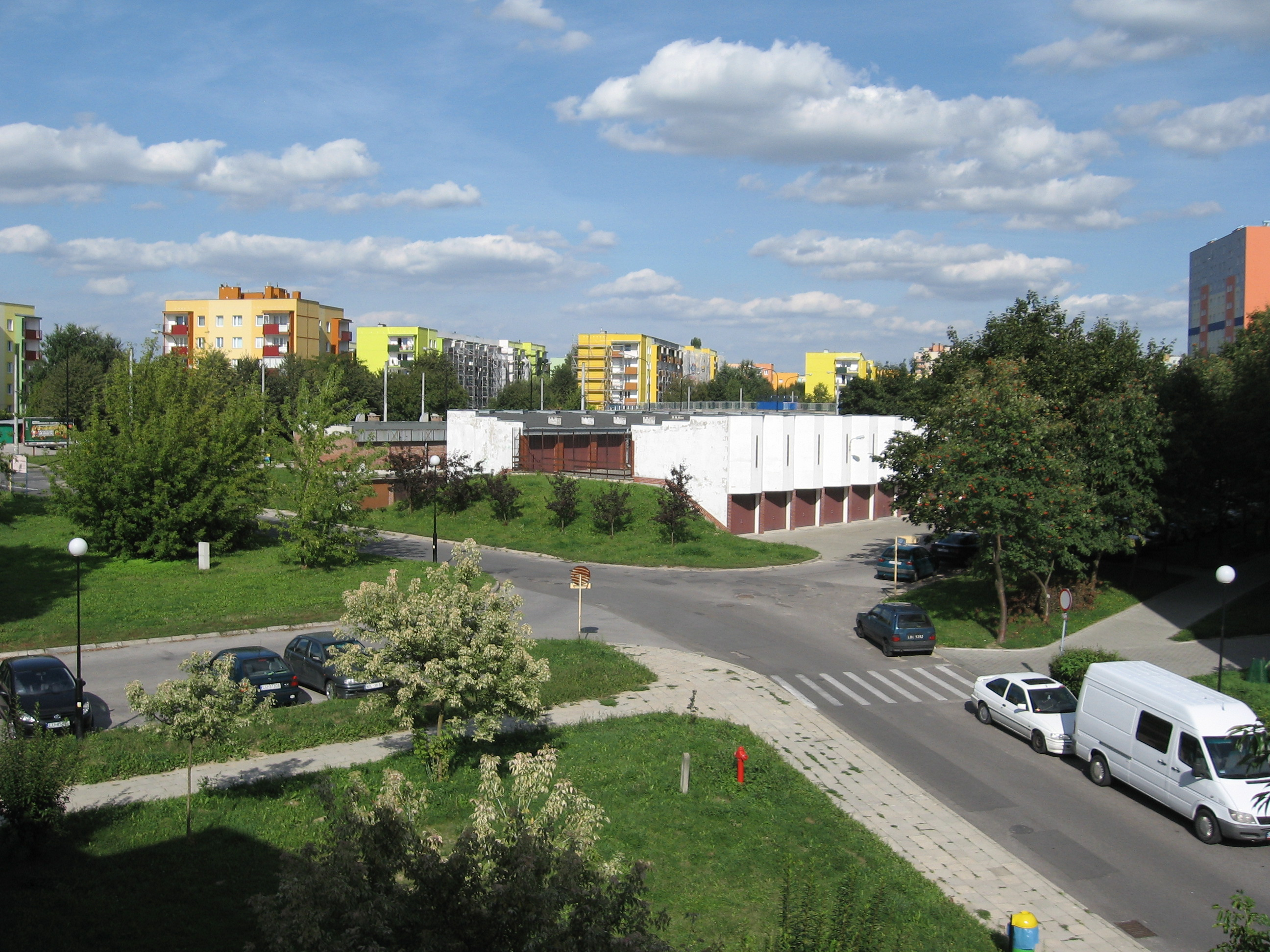
Osiedle Łęgi latem, widok na ul. Kaczeńcową i Biedronki.

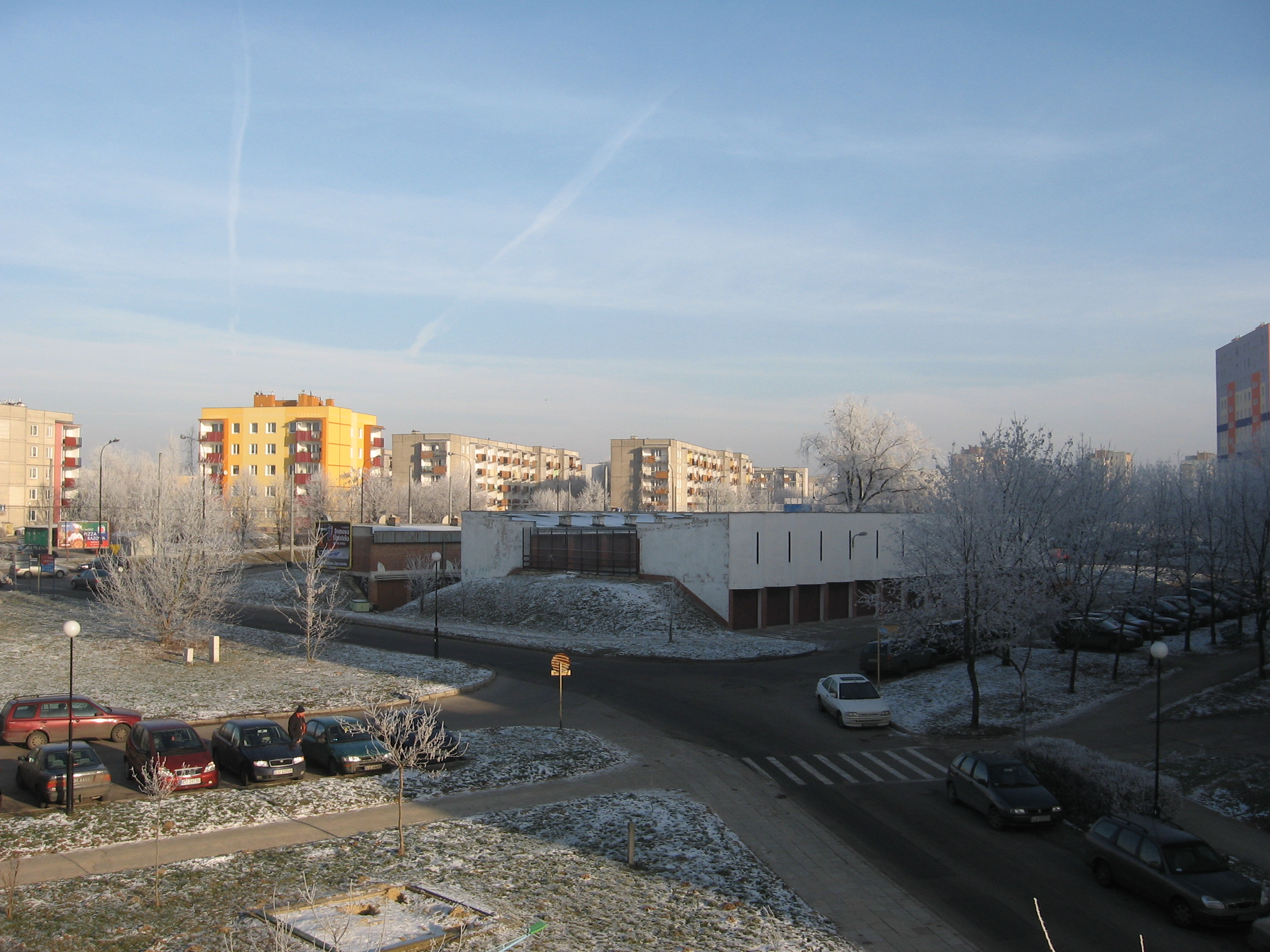
Osiedle Łęgi jesienią, widok na ul. Kaczeńcową i Biedronki.

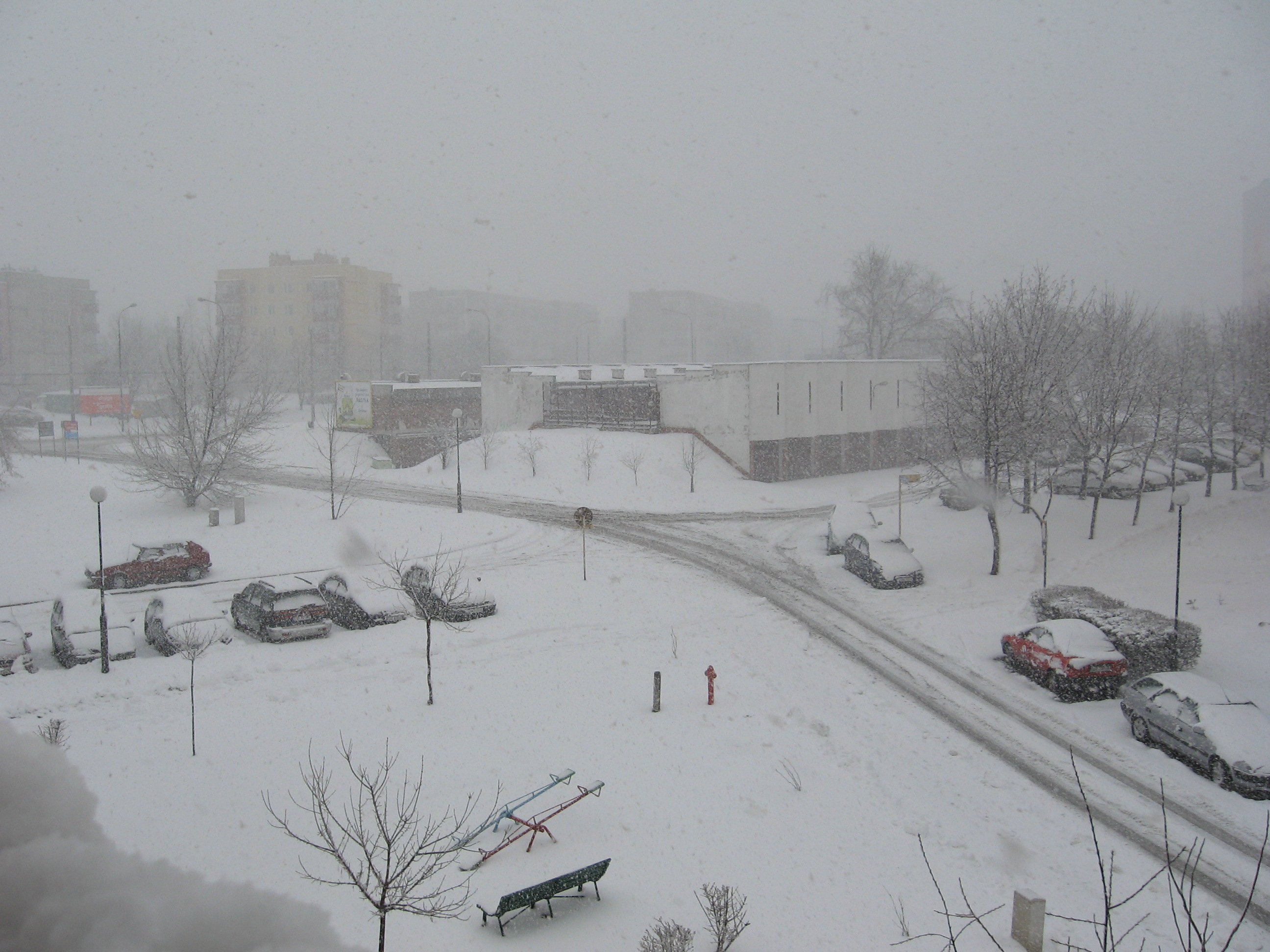
Osiedle Łęgi zimą, widok na ul. Kaczeńcową i Biedronki.

## Położenie
Łęgi – osiedle wchodzące w skład dzielnicy Lublina - Czuby Północ, położone pomiędzy osiedlami: Błonie (od północy, granica wzdłuż ul. Wł. Orkana), Ruta (od wschodu, granica wzdłuż ul. Armii Krajowej), Poręba (od południa, granica wzdłuż ul. Jana Pawła II) oraz dzielnicą Węglin (od zachodu). Na terenie osiedla znajdują się ulice: Biedronki, Bociania, Kaczeńcowa, Tatarakowa, Tymiankowa, Wiklinowa. Południowa część osiedla przylega do Parku Jana Pawła II.

## Zabudowa
Na osiedlu dominuje zabudowa wielorodzinna, w większości czteropiętrowe oraz wielopiętrowe budynki mieszkalne, zbudowane w drugiej połowie lat 80. Najnowsza jest część zachodnia (3 dwupiętrowe budynki mieszkalne przy ul. Kaczeńcowej z pierwszej połowy lat 90.).

## Infrastruktura społeczna
Na terenie osiedla mieści się Zespół Szkół nr X w Lublinie: Liceum Ogólnokształcące nr 27 (ul. Biedronki 13) oraz Gimnazjum nr 8 im. Grażyny Chrostowskiej (ul. Biedronki 13). Ponadto znajdują się tam: Niepubliczny zakład opieki zdrowotnej Praktyka Lekarza Rodzinnego FAMIL-MED (ul. Tymiankowa 7), Przychodnia dla zwierząt "Klinika" (ul. Tymiankowa 7), dwie apteki (ul. Tymiankowa 7 i ul. Tatarakowa 28), (gabinet stomatologiczny ul. Kaczeńcowa 3 b), Poczta (ul. Tatarakowa 24), Klub osiedlowy "Łęgi" (ul. Tatarakowa 28), kościół św. Wojciecha, a także punkty handlowo-usługowe.

## Komunikacja
Przez osiedle Łęgi kursują następujące linie autobusowe i trolejbusowe: z ul. Armii Krajowej (przystanek 5531 - Jutrzenki 01): 9, 14, 19, 26, 44, 45, 50, 0N3, 909; z ul. Orkana (przystanek 5652 - Wiklinowa 02): 45, 57, 153, 0N3; ul. Jana Pawła II (przystanek 5541 - Bociania 01): 9, 14, 19, 31, 42, 0N3, 909. W 2007 roku osiedle uzyskało połączenie z istniejącą w Lublinie trakcją trolejbusową (linia 153 - od al. Kraśnickiej, przez ul. Orkana, Armii Krajowej, Bohaterów Monte Cassino, Wileńską i Głęboką). Inwestycja została ukończona 17 grudnia 2007 roku.